# Euriponte
Euriponte (em grego: Ευρυπών) foi rei da cidade-Estado grega de Esparta até 860 a.C., ano da sua morte. Deu o nome à Dinastia Euripôntida.
Euriponte era filho de Soos, filho de Procles. Ele se tornou tão famoso que a sua casa, antes chamada de Procleidae, passou ter seu nome, os Euripôntidas. Seu sucessor foi seu filho Prítanis.